# Brentford and Isleworth (circonscription britannique)
Circonscription parlementaire de la Chambre des communes
La circonscription de Brentford et Isleworth  est une circonscription électorale anglaise située dans le Grand Londres, et représentée à la Chambre des communes du Parlement britannique depuis 2015 par Ruth Cadbury du Parti travailliste (Royaume-Uni).

## Géographie
La circonscription comprend :
- La partie est du borough londonien de Hounslow
  - Les quartiers de Brentford, Chiswick, Gunnersbury, Hounslow (est), Isleworth, Osterley et Strand-on-the-Green

## Députés
Les Members of Parliament (MPs) de la circonscription sont:
| Législature                                                                     | Années       | Député    | Député        | Parti        |
| ------------------------------------------------------------------------------- | ------------ | --------- | ------------- | ------------ |
| Brentford and Isleworth issue de Brentford and Chiswick et Heston and Isleworth |              |           |               |              |
| 46e                                                                             | 1974–1974    |           | Barney Hayhoe | Conservateur |
| 47e                                                                             | 1974–1979    |           | Barney Hayhoe | Conservateur |
| 48e                                                                             | 1979–1983    |           | Barney Hayhoe | Conservateur |
| 49e                                                                             | 1983–1987    |           | Barney Hayhoe | Conservateur |
| 50e                                                                             | 1987–1992    |           | Barney Hayhoe | Conservateur |
| 51e                                                                             | 1992–1997    | Nirj Deva |               | Conservateur |
| 52e                                                                             | 1997–2001    |           | Ann Keen      | Travailliste |
| 53e                                                                             | 2001–2005    |           | Ann Keen      | Travailliste |
| 54e                                                                             | 2005–2010    |           | Ann Keen      | Travailliste |
| 55e                                                                             | 2010–2015    |           | Mary Macleod  | Conservateur |
| 56e                                                                             | 2015–2017    |           | Ruth Cadbury  | Travailliste |
| 57e                                                                             | 2017–2019    |           | Ruth Cadbury  | Travailliste |
| 58e                                                                             | 2019–Présent |           | Ruth Cadbury  | Travailliste |

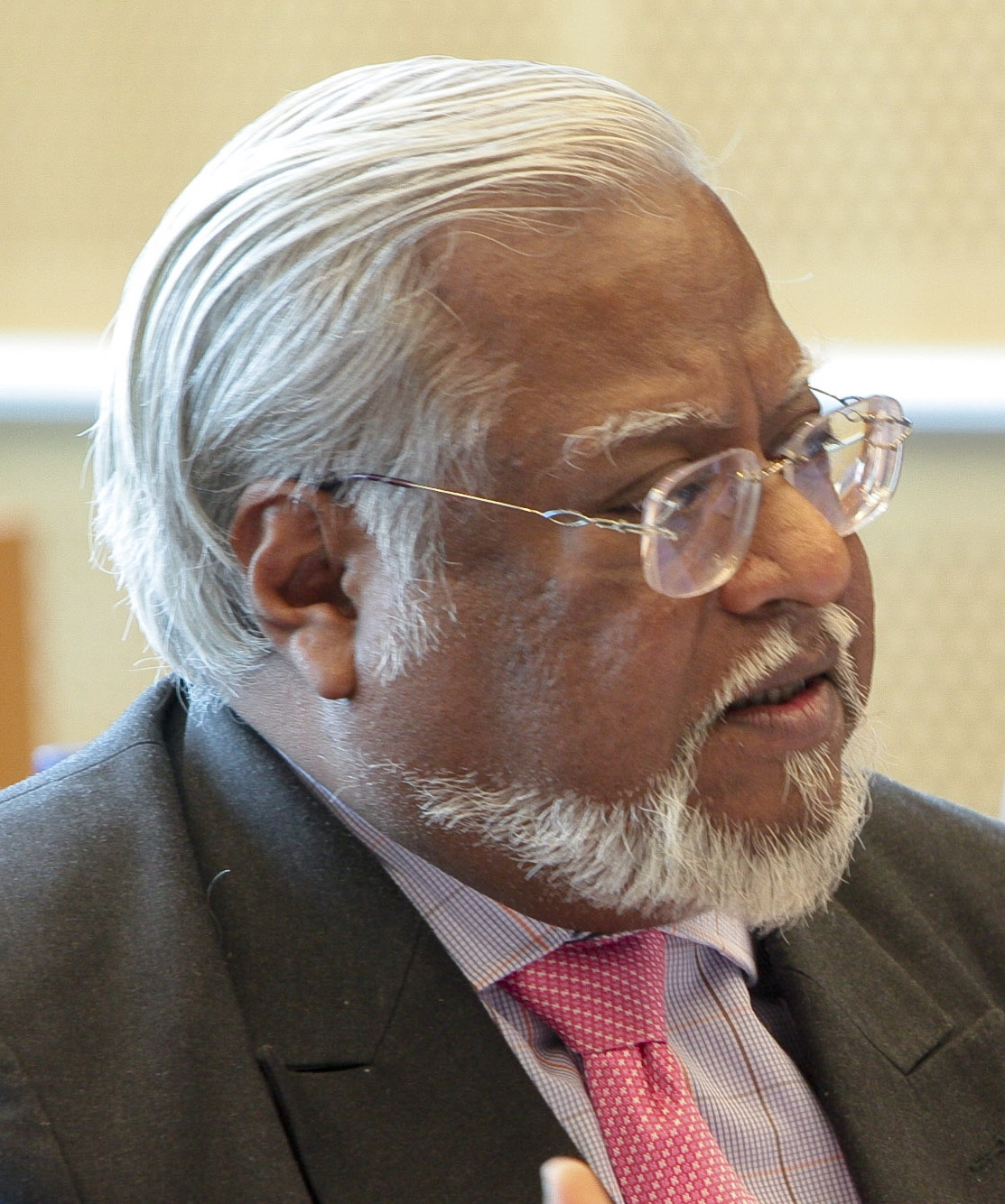
Nirj Deva (1992-1997)
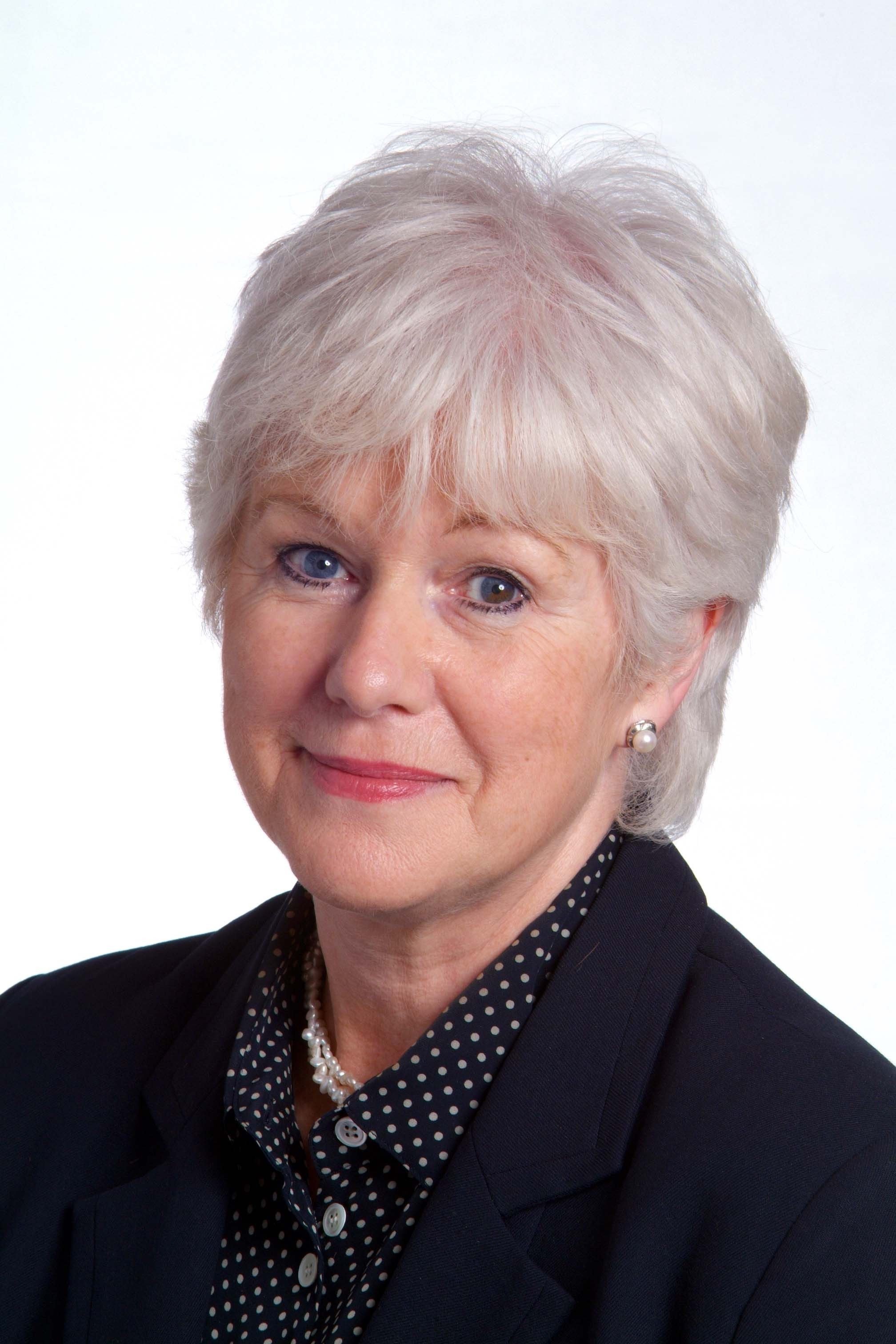
Ann Keen (1997-2001)
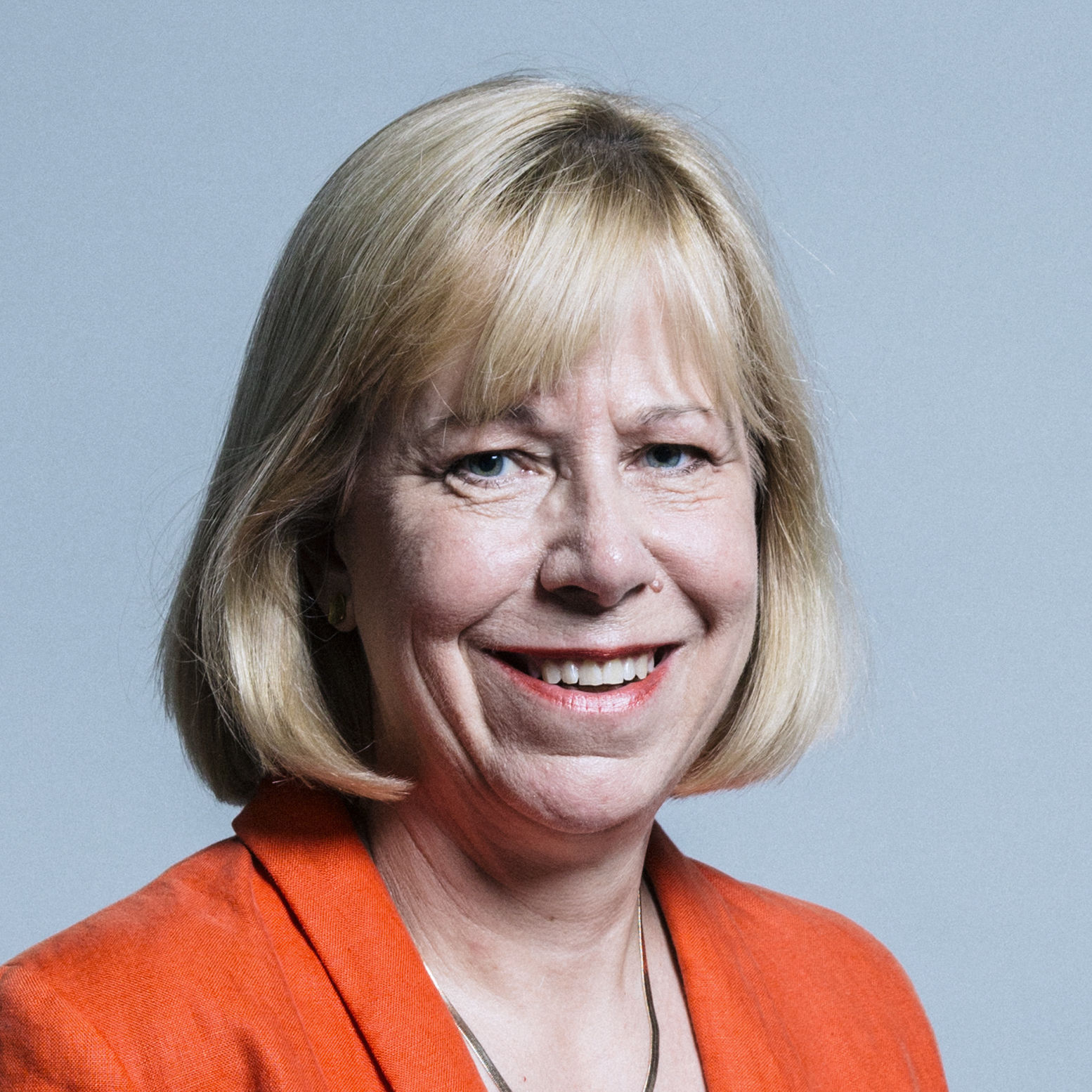
Ruth Cadbury (2015-Présent)